# Lies Westenburg
Marius Elisa Leonard (Lies) Westenburg (Schoonrewoerd, 10 november 1922 – aldaar, 3 oktober 2004) was een Nederlands beeldend kunstenaar, cameraman en televisieregisseur.

## Biografie

### Achtergrond
Westenburg werd geboren in 1922 als zoon van de medicus Marius E.L. Westenburg (1887-1980) en van de kunstenares Dina S. van der Grient (1892-1988). Hij was een telg uit het geslacht Westenburg. Naast een tweelingzus had hij ook een oudere zus. Zijn voorvaderen kwamen uit de stad Amsterdam. Westenburg was gehuwd en had drie kinderen, een zoon uit zijn huwelijk en twee dochters uit latere relaties. Bij zijn overlijden had hij bovendien drie kleindochters.
Westenburg werd begraven te Schoonrewoerd.

### Carrière
In de eerste plaats was Westenburg beeldend kunstenaar. Hij werkte met acrylverf, en tekende en schilderde met inkt. Hij illustreerde onder meer Spreek eens tegen wie durft! van Helen Mellaart.
Westenburg was naast kunstschilder en tekenaar ook regisseur. Zo regisseerde hij in 1961 Eieren voor uw kijkgeld van de VPRO, waaraan onder anderen Wim Meuldijk en Harry Bannink meewerkten. Hij regisseerde en produceerde verder voornamelijk documentaires voor de VPRO, waaronder een documentaire van 15 minuten over een bezoek aan het atelier van Constant Nieuwenhuijs, Met Simon Vinkenoog naar het Nieuw Babylon van Constant. Later volgden de documentaires Dag, Sandberg (1963), Atelierbezoek (1969) en Kunstportret: Louis van Gasteren (1970)
Ook sprak Westenburg een stem voor een tv-serie in, namelijk Beertje Colargol.
Zijn 100e geboortejaar werd in 2022 in Leerdam met een tentoonstelling herdacht.

## Trivia
- Lies Westenburg was lid van Roeivereniging Leerdam.[8]
- De M.E.L. Westenburgstraat in zijn geboortedorp Schoonrewoerd werd niet naar hem, maar naar zijn vader, die dezelfde voorletters had, genoemd.[9]